# Штабс-гауптман
Штабс-гауптман (нем. Stabshauptmann) — воинское звание младшего офицерского состава в Вооружённых силах Германии (бундесвер). Создано в 1993 году.
Звание штабс-гауптмана располагается по старшинству между воинскими званиями гауптмана и майора. Соответствует воинскому званию капитан в армиях других стран мира. Код НАТО — OF-2.
| Сухопутные войска | Люфтваффе        |
| --- | ---------------- |
| - Штабс-гауптман (службы Генерального штаба) - Штабс-гауптман (моторизированная пехота) - Штабс-гауптман a.D. (моторизированная пехота в отставке) | - Штабс-гауптман |